# Udriku järved
Udriku järved är sjöar i Estland.   De ligger i landskapet Lääne-Virumaa, i den centrala delen av landet, 70 km öster om huvudstaden Tallinn. Udriku järved ligger 100 meter över havet. Arean är 0,30 kvadratkilometer. I omgivningarna runt Udriku järved växer i huvudsak blandskog. Den sträcker sig 1,5 kilometer i nord-sydlig riktning, och 0,8 kilometer i öst-västlig riktning.